# Siriella chierchiae
Siriella chierchiae är en kräftdjursart som beskrevs av Coifmann 1937. Siriella chierchiae ingår i släktet Siriella och familjen Mysidae. Inga underarter finns listade i Catalogue of Life.